# Heda
Heda (em latim: Hedda, Hedde, Haedda, Haeddi, Heddi, Hædde; séc. VII - 705) foi um monge medieval e bispo de Winchester.

## Vida
Acredita-se que Heda nasceu em Headingley, Leeds, e se tornou monge da Abadia de Whitby. Ele se tornou bispo em 676 e morreu por volta de 7 de julho de 705, embora a Crônica Anglo-Saxônica afirme que ele morreu em 703. No código de leis do Rei Ine de Wessex, o bispo é mencionado como contribuindo para as leis. Após sua morte, ele foi reverenciado como um santo com um dia de festa em 7 de julho, e sua grande diocese foi dividida em duas, parte da área formando a Diocese de Sherborne.